# Jake Bernstein (Journalist)
Jake Bernstein ist ein US-amerikanischer Journalist und Autor.

## Leben und Werk
Bernstein begann seine Karriere als Journalist in Lateinamerika. Er berichtete unter anderem für den Pasadena [Texas] Citizen und die Miami New Times. 2002 wechselte Bernstein zum The Texas Observer. Von 2004 bis 2008 war er Executive Editor der Zeitschrift.
2006 erschien das gemeinsam mit Lou Dubose verfasste Buch Vice: Dick Cheney and the Hijacking of the American Presidency.
2008 wechselte Bernstein zu ProPublica, einem Non-Profit-Newsdesk für investigativen Journalismus. Für seine Berichterstattung über fragwürdige Geschäftspraktiken an der Wall Street wurde Bernstein 2011 gemeinsam mit Jesse Eisinger mit dem Pulitzer-Preis für Berichterstattung im Inland ausgezeichnet.
Bernstein ist Mitglied des International Consortium of Investigative Journalists (ICIJ) und recherchiert in diesem Zusammenhang über die Panama Papers. Für das Jahr 2017 ist zu diesem Thema ein Buch mit dem Titel The Secrecy World angekündigt. Die Filmrechte wurden von Grey Matter Productions erworben, die eine Verfilmung des Stoffs durch Steven Soderbergh ankündigten.
Bernstein lebt mit seiner Frau Eve in Brooklyn.

## Schriften
- Lou Dubose, Jake Bernstein: Vice: Dick Cheney and the Hijacking of the American Presidency. Random House, New York 2006, ISBN 978-1400065769.
- Jesse Eisinger, Jake Bernstein: The Wall Street Money Machine. ProPublica, 2011.